# Єдличі
Єдличі (пол. Jedlicze) — місто в піденно-східній Польщі, на річці Ясьолка. Належить до гміни Єдліче Кросненського повіту Підкарпатського воєводства.
Первісним населенням були русини-лемки, які з часом спольщилися. Проте навіть у ХХ столітті в місті проживали греко-католики, які ходили до церкви у сусідньому селі Ріпник (Короснянський деканат).

## Демографія
Демографічна структура станом на 31 березня 2011 року:
|          | Загалом | Допрацездатний вік | Працездатний вік | Постпрацездатний вік |
| -------- | ------- | ------------------ | ---------------- | -------------------- |
| Чоловіки | 2812    | 546                | 1975             | 291                  |
| Жінки    | 2940    | 492                | 1761             | 687                  |
| Разом    | 5752    | 1038               | 3736             | 978                  |

## Уродженці
- Славомир Пешко — польський футболіст.